# Carl Gottlieb von Larisch
Carl Gottlieb von Larisch (geb. 1703 in Schlesien; gest. 13. März 1773) war ein preußischer Landrat.

## Leben
Carl Gottlieb von Larisch entstammte dem oberschlesischen Adelsgeschlecht Larisch. Am 18. November 1717 wurde er in das Pädagogium der Franckeschen Stiftungen aufgenommen und am 10. Oktober 1720 immatrikulierte er sich in Halle. Im Anschluss wandte er sich der Landwirtschaft zu und lebte auf Gut Hilbersdorf. 1745 wurde er zum ersten Landrat des Kreises Falkenberg O.S. ernannt. Das Amt übte er bis 1759 aus, sein Nachfolger wurde 1762 nach mehrjähriger Vakanz Adam Friedrich von Eicke und Polwitz. Zwischen 1772 und 1773, dem Jahr seines Todes, amtierte er als Direktor der Ober-Schlesischen Landschaft. 

## Familie
Carl Gottlieb von Larisch hatte zwei Brüder, Ernst Hulderich von Larisch (* um 1700) und Erdmann Ferdinand von Larisch (* 1704).